# Чорній Мстислава-Іванна Юріївна
Мстислава-Іванна Юріївна Хрущевська, у шлюбі Чорній (англ. Mstyslava I. Chorney; нар. 27 квітня 1933, м. Копичинці) — австралійська художниця-постімпресіоністка (акварелі, пастелі), педагогиня, громадська діячка. Жертва сталінського терору.

## Життєпис
Родом з Копичинців на Тернопільщині. Мати Святослава Чорнія.
Після окупації Західної України сталінськими військами в 1940—1942 роках з родиною перебувала на засланні в с. Скачок (нині Кіровоградська область, РФ). Від 1942 — в Узбекистані, Ірані, Іраку, Пакистані, країнах Африки (в Танзанії здобула середню освіту); в лютому 1950 емігрувала до Австралії.
Закінчила Мистецьку школу в м. Аделаїді (1962, вчитель мистецтв).
Від 1968 у цьому навчальному закладі — викладачка малювання; рисунка — в Коледжі вищої освіти й у Мистецькій школі Північної Аделаїди.
Працює в різноманітних стилях і техніках: акварель, олія, графіка та інші. Однією з перших почала займатися комп'ютерним мистецтвом.
Від 1970 — учасниця групових мистецьких виставок у Австралії й інших країнах, мала близько 20 індивідуальних (Аделаїда, 1971, 1973, 1974; від 1980 — щорічні). 1992 представила 50 комп'ютерних робіт у Київській академії мистецтв, ЛНБ, в містах Стрий (Львівська область) і Бучач (усі картини залишила в Україні).
Твори частково зберігються в Українському Католицькому університеті (м. Рим, Італія), коледжах в Аделаїді, приватних колекціях.
Членкиня Королівського товариства мистців, товариств Сучасного мистецтва й Українських мистців у Аделаїді.
Авторка книги «Тридцятиліття» (1994), підручника «Дизайн як дзеркало натури» (1996, англ.), збірки віршів «Очима душі, голосом серця» (1997, англ. і укр.).
Пожертвувала кошти на боротьбу з наслідками катастрофи на ЧАЕС.